# Pavle Bajčetić
Pavle Bajčetić (cyr. Павле Бајчетић; ur. 21 kwietnia 1945) – jugosłowiański judoka serbskiego pochodzenia. Olimpijczyk z Monachium 1972, gdzie zajął jedenaste miejsce w wadze półciężkiej i kategorii open.
Uczestnik mistrzostw świata w 1969 i 1975. Złoty medalista igrzysk śródziemnomorskich w 1975 i srebrny w 1971. Triumfator akademickich MŚ w 1972 roku.

## Letnie Igrzyska Olimpijskie 1972
| Konkurencja | Eliminacje            | Eliminacje           | Klas. końcowa |
| Konkurencja | Przeciwnik I          | Przeciwnik II        | Miejsce       |
| ----------- | --------------------- | -------------------- | ------------- |
| 93 kg       | Eduard Aellig (AUT) Z | Chiaki Ishii (BRA) P | 11.           |

| Konkurencja | Eliminacje            | Eliminacje         | Klas. końcowa |
| Konkurencja | Przeciwnik I          | Przeciwnik II      | Miejsce       |
| ----------- | --------------------- | ------------------ | ------------- |
| Open        | Juang Jen-wuh (TPE) Z | John Watts (USA) P | 11.           |